# Guadalaxara (Espanha)
Guadalaxara (em castelhano, Guadalajara) é um município da Província de Guadalaxara, na Comunidade Autónoma de Castela-Mancha, na Espanha. Tem 235,51 km² de área e em 2021 tinha 87 064 habitantes (densidade: 369,7 hab./km²).

## Toponímia
João de Barros fala numa adaptação do árabe Wādī-al-Ḥajāra (em árabe: وَادِي ﭐلحَجَارَۃ), para o Moçárabe-espanhol que chamava Guadalajara ao rio e à cidade, por virtude das pedras no rio, enquanto Turia seria o nome antigo da cidade e do rio Henares. Guadalaiarra - vila junto ao rio Turia, os mouros mudaram este nome à vila, e ao rio, porque jarra quer na sua língua arábica dizer pedra, e porque aquele rio tem muitas pedras lhe chamaram assim, daqui fica em Castela em algumas terras e lugares chamam hoje aos seixos e pedras redondas guijarros.

## Demografia
| Variação demográfica do município entre 1991 e 2004 | Variação demográfica do município entre 1991 e 2004 | Variação demográfica do município entre 1991 e 2004 | Variação demográfica do município entre 1991 e 2004 |
| --------------------------------------------------- | --------------------------------------------------- | --------------------------------------------------- | --------------------------------------------------- |
| 1991                                                | 1996                                                | 2001                                                | 2004                                                |
|                                                     | 63 649                                              | 67 108                                              | 68 248                                              |